# حشمت‌آباد (تربت حیدریه)
حشمت‌آباد یک روستا در ایران است که در دهستان میان‌رخ شهرستان تربت حیدریه واقع شده‌است. حشمت‌آباد ۵۳۷ نفر جمعیت دارد.

## جمعیت
این روستا در بخش جلگه‌رخ قرار دارد و براساس سرشماری مرکز آمار ایران در سال ۱۳۸۵، جمعیت آن ۵۳۷ نفر (۱۳۱ خانوار) بوده‌است.